# バルコニーに座って
「バルコニーに座って」（バルコニーにすわって、英語: Sittin' in the Balcony）は、ジョン・D・ラウダーミルクがジョニー・ディー (Johnny Dee) 名義で書き、自ら演奏して発表した楽曲。1957年1月に、コロニアル・レコードがらリリースされた。同じ月に、リバティ・レコードからエディ・コクランが出したバージョンが、アメリカ合衆国においてトップ40に入るヒットとなった。
日本語では、「バルコニーに坐って」、「バルコニーにすわって」などの表記がなされたり、英語原題を音写して「シッティン・イン・ザ・バルコニー」として言及されることもある。

## エディ・コクラン盤
| 専門評論家によるレビュー | 専門評論家によるレビュー |
| レビュー・スコア         | レビュー・スコア         |
| 出典                     | 評価                     |
| ------------------------ | ------------------------ |
| Rate Your Music          | [ 5 ]                    |

エディ・コクランが歌った「バルコニーに座って」は、1957年1月に、リバティ・レコードからシングルとしてリリースされた。『ビルボード』誌のチャートでは、18位まで上昇した。

### チャート
| チャート（1957年）               | 最高位 |
| -------------------------------- | ------ |
| カナダ Canadian Singles Chart    | 23     |
| アメリカ合衆国 Billboard Hot 100 | 18     |

## その他のおもなカバー
- ドン・マクリーン（1989年）
- マルコ・ディ・マッジオ (Marco Di Maggio)（2000年）
- ケルト・ヘイック (Keld Heick)（2010年）